# Ледено хоро
Леденото хоро е сравнително нов ежегоден български обичай в Калофер на Йордановден (Богоявление). Хорото, наричано още мъжко хоро, се играе само от мъже (до 2021 г.) в ледените води на река Тунджа.

## История
Сравнително разпространена в общественото пространство е тезата, че леденото хоро започва да се организира ежегодно през 70-те години на XX век.
През 2015 г. Божидар Димитров изразява хипотеза, без аргументи в защитата ѝ, че традицията произлиза от практиката Османската империя да вербува хайдушки чети срещу определена свобода – за да се отърве от тяхното влияние и същевременно да получи охраната на проходи. „Леденото хоро“ имало за цел да вземе превантивно страха на околните села, откъдето могат да се появят разбойници.

## Противоречия
Описанието на „леденото хоро“ като традиция се оспорва по ред причини:
1. Няма исторически сведения за наличието на такъв обичай назад във времето и той е съотнасян най-рано към 70-те[6] години на XX век до началото на XXI век. Липсата на доказателства за поне 50-годишна история изключва ритуала от списъка наблюдавани обекти от ЮНЕСКО. Подобно отбелязване на празника Богоявление с хоро не е засвидетелствано по времето на Възраждането.[1]
2. Описанията на Йордановден от периода между двете световни войни свидетелстват единствено за организиране на водосвет.[7] Съществува хипотеза, че водосвет има още от Възраждането, но с уговорката, че хорото се появява едва през 70-те години на миналия век и не е традиционна част от православния празник.[6] В регионалния вестник „Карловска трибуна“ няма данни за някакъв особен ритуал и в началото на 90-те, а чак през 2001 г. отбелязва: „По традиция ритуалът се извършва до най-стария мост в града и бе наблюдаван от близо 2000 души. В завирената река се втурнаха рекордния брой от 52-ма души калоферци за кръста …“.[5]
3. Изпълняваните песни не са тематични за Йордановден. Едната е по стихотворението на Ботев „Майце си“, а „Залюбила е Василка“ е любовна песен, без връзка с църковния празник.[7]
4. Традицията „ледено хоро“, насърчена от местните власти, се изпълнява и в Благоевград, Враца, Дупница, с. Зверино (Мездренско), Мъглиж, Кърджали, Казанлък[8], с. Кладница (Пернишко), Ловеч, Луковит, Панагюрище, Плевен, Свищов, Сливен, Троян и с. Радомирци (Червенобрежко), а вече и в Монтана[9]
5. В наши дни празникът е смислово изместен, въвлечени са модерни или нетипични за българските традиции атрибути, като мечове[8], смесват се облекла от различни епохи, участва жена[10] и т.н.

В началото на 80-те години, във връзка с опитите да се припишат по-древни корени на този обичай, британският историк Ерик Хобсбом назовава обичая като „изобретена традиция“.